# Love of the Loved
«Love Of The Loved» es una canción escrita por Paul McCartney, pero acreditada a Lennon-McCartney. Se trata de una de sus primeras composiciones y canciones de los Beatles en ser interpretada en directo durante sus primeros años. La banda grabó una versión del tema en su audición de Decca en 1962, que nunca fue publicada en sus posteriores discos. En su lugar, Cilla Black grabó una versión del tema (producida por George Martin) que fue lanzada como su sencillo debut.
Sin embargo, no fue un gran éxito y alcanzó sólo la 35.ª posición en el UK Singles Chart. Curiosamente, al momento de lanzar al mercado el álbum Anthology 1 (álbum que recopilaba grabaciones y material inédito de The Beatles), la canción quedó fuera de este, sin embargo, otras canciones pertenecientes a la audición de Decca, tales como Hello Little Girl y Like Dreamers Do, si fueron incluidas.